# George Rimarcdi
George Rimarcdi (* 1. März 1975) ist ein schwedischer Badmintonspieler indonesischer Herkunft. 

## Karriere
George Rimarcdi siegte 1995 bei den French Open. Zwei Jahre später gewann er die nationalen Titelkämpfe in Indonesien. Seit Anfang des neuen Jahrtausends startete er für Schweden und wurde dort auch nationaler Titelträger.

## Sportliche Erfolge
| Saison    | Veranstaltung                     | Disziplin    | Platz | Name                             |
| --------- | --------------------------------- | ------------ | ----- | -------------------------------- |
| 1995      | French Open                       | Herreneinzel | 1     | George Rimcardi                  |
| 1997      | Indonesia International           | Herreneinzel | 1     | George Rimarcdi                  |
| 1997      | Indonesien: Einzelmeisterschaften | Herreneinzel | 1     | George Rimarcdi                  |
| 1997      | Indonesia Open                    | Herreneinzel | 5     | George Rimarcdi                  |
| 2000/2001 | Denmark Open                      | Herreneinzel | 2     | George Rimarcdi                  |
| 2000/2001 | Schweden: Einzelmeisterschaft     | Herreneinzel | 1     | George Rimarcdi (Uppsala KFUM)   |
| 2003/2004 | Schweden: Einzelmeisterschaft     | Herreneinzel | 1     | George Rimarcdi (Uppsala KFUM)   |
| 2005/2006 | Schweden: Einzelmeisterschaft     | Herreneinzel | 1     | George Rimarcdi (Uppsala KFUM)   |
| 2006      | Hungarian International           | Herreneinzel | 1     | George Rimarcdi                  |
| 2006/2007 | Schweden: Einzelmeisterschaft     | Herreneinzel | 1     | George Rimarcdi (Uppsala KFUM)   |
| 2009      | Schweden: Einzelmeisterschaft     | Herrendoppel | 1     | George Rimarcdi / Rizal Fadillah |

## Referenzen
- http://bwf.tournamentsoftware.com/profile/overview.aspx?id=97B16AFA-B69F-4432-9145-0A44C2848072

| Personendaten    | Personendaten                                        |
| ---------------- | ---------------------------------------------------- |
| NAME             | Rimarcdi, George                                     |
| KURZBESCHREIBUNG | schwedischer Badmintonspieler indonesischer Herkunft |
| GEBURTSDATUM     | 1. März 1975                                         |